# Баратол
Баратол (англ. Baratol) — вибухова речовина, виготовлена із суміші тротилу та нітрату барію, з невеликою кількістю (близько 1%) парафіну, що використовується як флегматизуючий засіб. Тротил зазвичай становить від 25% до 33% суміші. Через високу щільність нітрату барію Баратол має щільність не менше 2,5 г/см3.
Баратол, який має швидкість детонації лише близько 4900 метрів на секунду, використовувався як повільно детонуюча вибухівка у вибухових лінзах деяких ранніх дизайнів атомної бомби, причому композиція B часто використовувалася як швидкодетонуючий компонент. Атомні бомби вибухнули в Трініті в 1945 році, радянський Джо-1 в 1949 році, а в Індії в 1972 році всі використовували Баратол і Композицію B.
Баратол також використовувався в бомбі Міллс, британській ручній гранаті.